# Haugianer

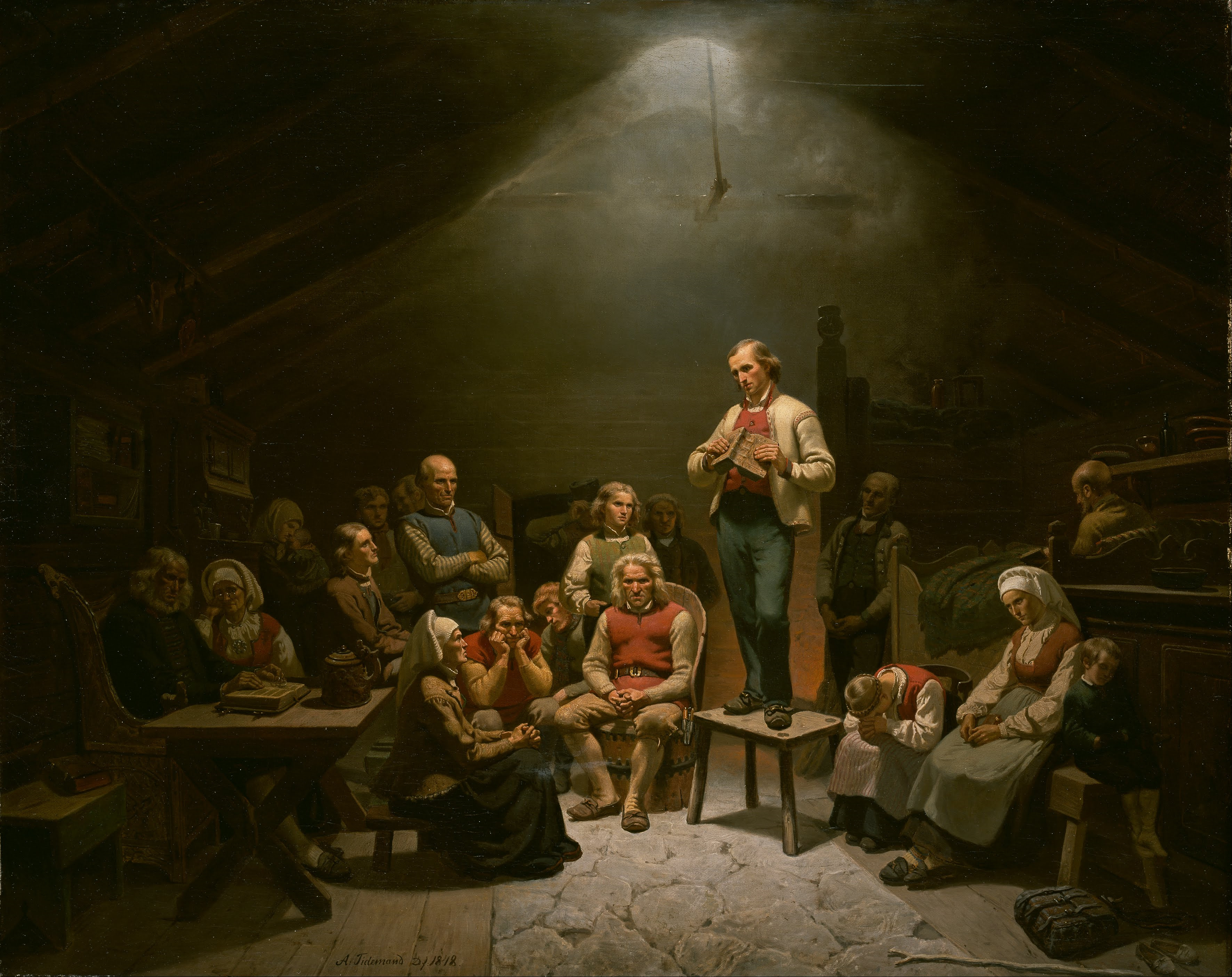
Adolph Tidemands berömda målning "Haugianerna", här i en version daterad 1848, visar en lekpredikant som förkunnar evangelium och omvändelse för norska bönder och småfolk i ett eldhus under tidigt 1800-tal.

Haugianer kallas anhängarna av och efterföljarna till den norske lekmannapredikanten Hans Nielsen Hauge som var aktiv under 1800-talets första årtionden. Haugianismen var en typ av pietistisk läsarrörelse, och sin tids största norska väckelserörelse.